# Pieter Adriaan Colijn

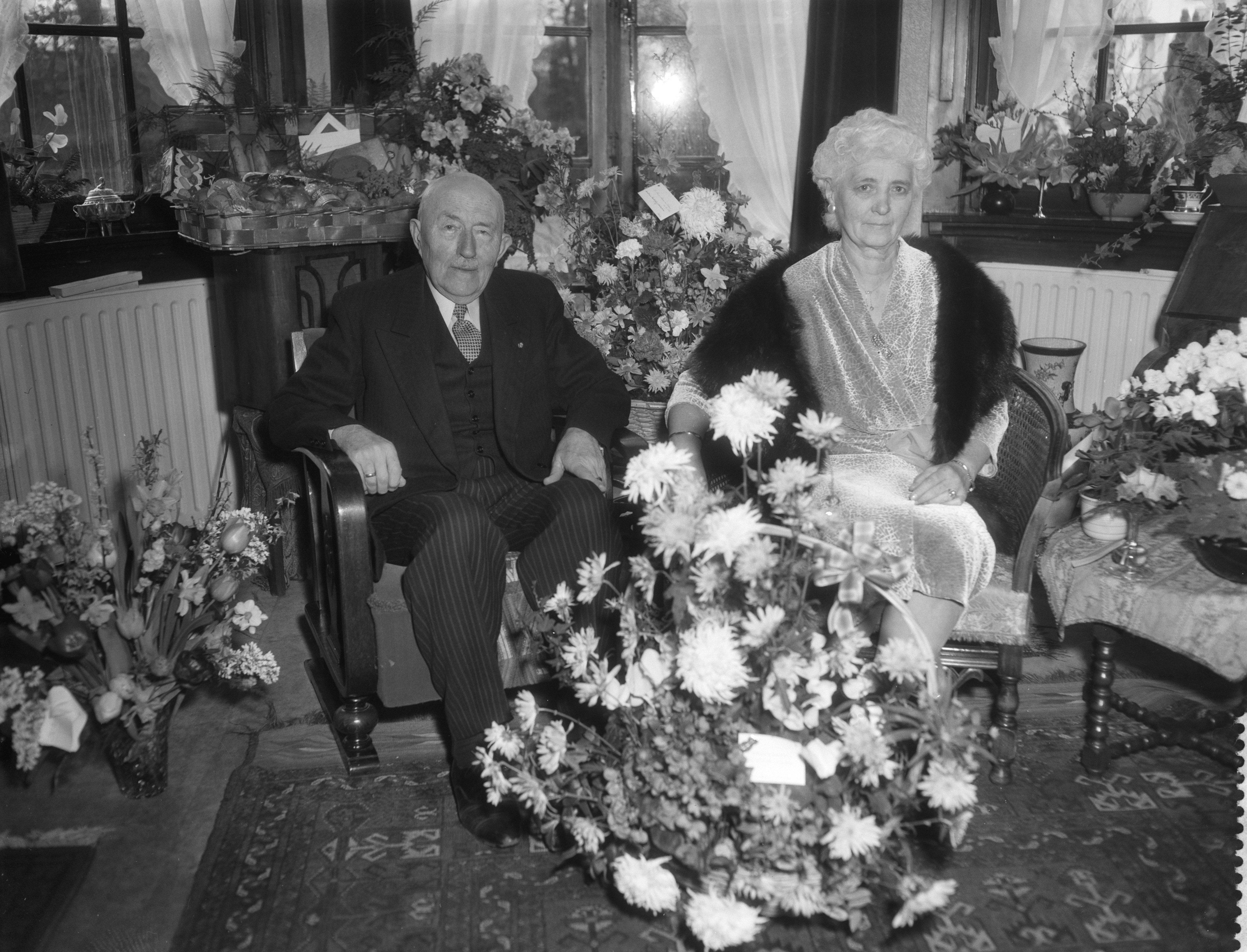
Pieter Arie Colijn met echtgenote (1958)

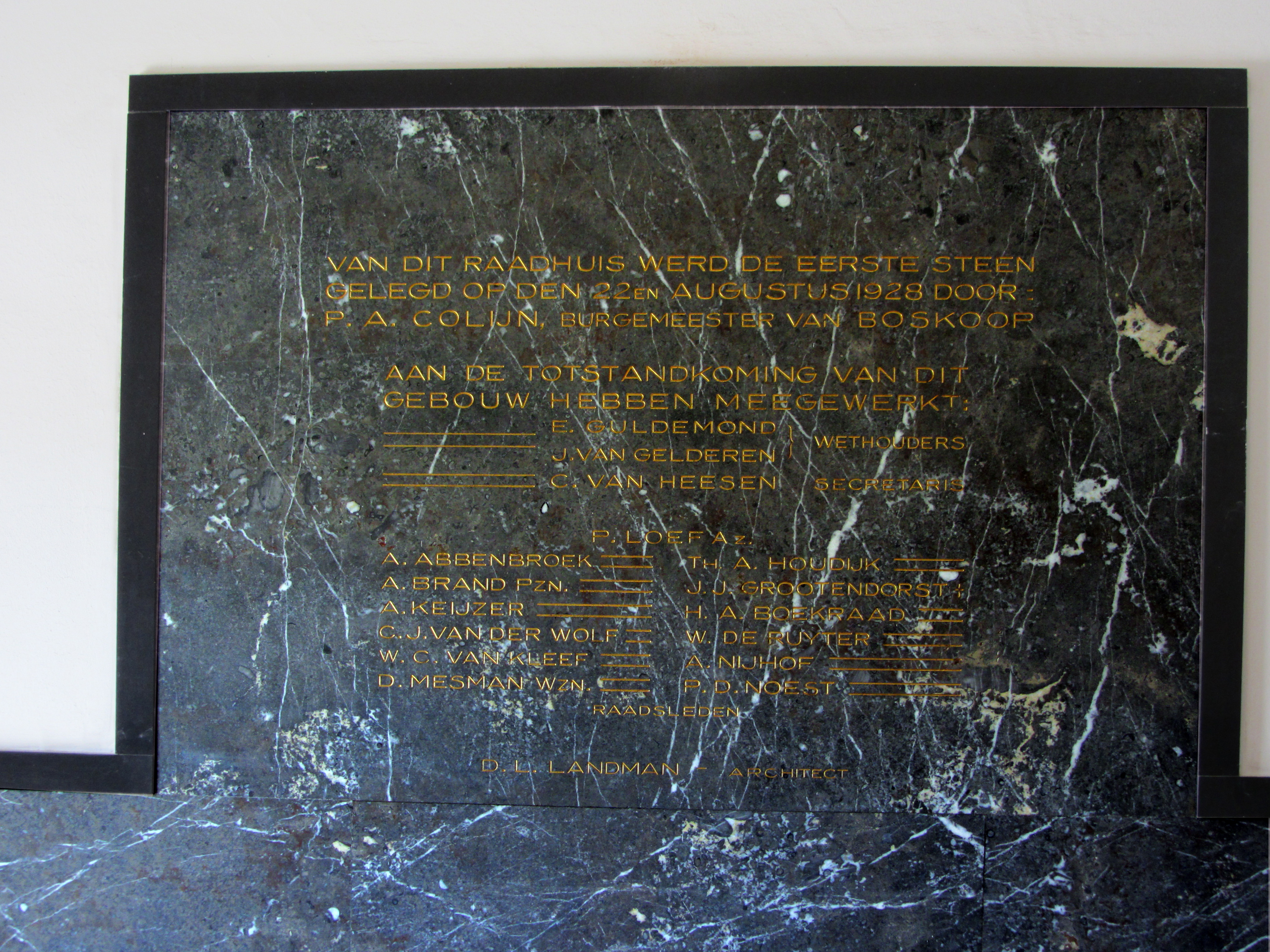
”Eerste steen” voor raadhuis Boskoop (foto 2020)

Pieter Adriaan Colijn, bekend als P.A. Colijn (Haarlemmermeer, 11 oktober 1882 – Hilversum, 30 april 1960) was een Nederlands burgemeester.
Hij was zoon van Anna Verkuijl en landbouwer Antonie Colijn. Hij was de jongste broer van Hendrikus Colijn. Hij trouwde met Anna Maartje Knibbe. Dochter Marianne Colijn zou bekend worden vanwege hoorspelen.
Colijn kreeg een opleiding tot architect, maar vertrok naar Nederlands-Indië alwaar hij als medewerker van het Deli-Spoor ging werken voor de Deli Maatschappij. Hij zou er (mede) verantwoordelijk worden voor de totstandkoming van een spoorlijn naar de Aroe-Baai in Atjeh. Ze werd nooit aangelegd of voltooid toen voor de haven Belawan werd gekozen. Hij zou zich inzetten voor het bouwen van scholen (hij was secretaris van de Christelijke Scholen) en volkshuisvesting. Zijn matige gezondheid noopte hem in 1922 terug te keren naar Nederland. Na zijn terugkomst was hij enige tijd ambtenaar (gemeente-administratie) en vanaf 1923 burgemeester van Boskoop en kon hij weer werken aan een spoortraject, nu de lijn Gouda-Boskoop-Alphen. Ook kwamen er een nieuw Raadhuis en betere wegverbindingen

Vanaf 1933 was hij burgemeester van Alphen aan den Rijn, waar ook een nieuw Raadshuis kwam. Hij probeerde Alphen aan den Rijn door de Tweede Wereldoorlog te loodsen, zo goed an zo kwaad als dat ging. Daarbij probeerde hij de Duitse bezetter toch te vriend te houden.. Hij weigerde echter 300 burgers aan te wijzen voor de Arbeitseinsatz, de Duitse bezetter ontsloeg hem op 30 juni 1944 vanwege onbekwaamheid.  Hij werd na een aantal maanden opgevolgd door burgemeester Gerard Martinus Zuidervliet die nog meer Duitsgezind was. Na de bevrijding werd Colijn echter niet teruggeroepen in functie; er kwam een waarnemend burgemeester, de voormalige gemeentesecretaris F.A. Helmstrijd. Het "Centraal Orgaan voor de Zuivering van Overheidspersoneel" zag hem liever niet terugkomen. Gedurende de periode Helmstrijd vocht Colijn zijn ontslag en de beslissing om hem niet terug te vragen aan. Dat werd in juli 1947 gehonoreerd; hij kreeg wachtgeld en eervol ontslag. Terug kwam hij dus niet meer.
In 1947 ging hij aldus met pensioen en ging in Hilversum wonen, waar hij opnieuw interesse toonde voor de bouw, ditmaal de Westerkerk . Colijn was verbonden aan de Anti-Revolutionaire Partij. Hij was voorts nog voorzitter van de Stichting Pedologisch Instituut in Amsterdam.
Hij overleed op 77-jarige leeftijd na een kort ziekbed in het Hervormde Diaconessenhuis. Hij was officier in de Orde van Oranje-Nassau.